# Antoni (biskup gnieźnieński)
Antoni OFM (ur. ?, zm. 1474) – polski duchowny rzymskokatolicki, franciszkanin, sufragan gnieźnieński.

## Życiorys
23 czerwca 1469 papież Aleksander VI prekonizował go biskupem pomocniczym archidiecezji gnieźnieńskiej oraz biskupem in partibus infidelium natureńskim. 5 sierpnia 1470 w Rzymie przyjął sakrę biskupią z rąk biskupa Sant’Angelo dei Lombardi Giacomo OSA. Współkonsekratorami byli biskup Caserty Antonio Cicco da Pontecorvo OFM oraz biskup Brugnato Bartolomeo Uggeri.